# Diadegma nigrum
Diadegma nigrum är en stekelart som först beskrevs av Statz 1936.  Diadegma nigrum ingår i släktet Diadegma och familjen brokparasitsteklar. Inga underarter finns listade i Catalogue of Life.